# NGC 4127
NGC 4127 је спирална галаксија у сазвежђу Жирафа која се налази на NGC листи објеката дубоког неба.
Деклинација објекта је + 76° 48' 16" а ректасцензија 12h 8m 25,8s. Привидна величина (магнитуда) објекта NGC 4127 износи 12,7 а фотографска магнитуда 13,4. Налази се на удаљености од 32,914 милиона парсека од Сунца. NGC 4127 је још познат и под ознакама UGC 7122, MCG 13-9-12, CGCG 352-19, IRAS 12060+7705, PGC 38550.